# Paisley Pirates
Les Paisley Pirates sont un club de hockey sur glace de Paisley en Écosse. Il évolue dans le Championnat d'Écosse de hockey sur glace.

## Historique
Le club est créé en 1946. Au cours de la saison 1954-1955, l'équipe accueille George Samolenko, futur champion du monde et médaillé d'argent aux Jeux olympiques de 1960.